# Niederdorf (Duitsland)
Niederdorf is een deelgemeente van Straelen, gelegen in het district Kleve in Noordrijn-Westfalen in Duitsland. Taalkundig ligt de plaats aan de Uerdinger Linie en hoort bij het gebied van het Kleverlands dialect. Totdat de grenzen open gingen had de grensplaats een douanekantoor. In de directe nabijheid ligt de plaats Herongen. 
Auwel-Holt · Boekholt · Bormig · Broekhuysen · Brüxken · Herongen · Hetzert · Kastanienburg · Louisenburg · Niederdorf · Rieth · Sang · Straelen · Westerbroek · Zand